# Hino de Salvador
O Hino da Cidade do Salvador é o hino oficial do município brasileiro de Salvador. A autoria da letra e da melodia é de Oswaldo José Leal.
Pela lei municipal n.º 1585 de 13 de março de 1964, que oficializou o dia 29 de março como data da fundação da cidade, a Prefeitura também instituiu concurso público para a escolha do hino do município. Oswaldo José Leal foi o vencedor e teve sua obra tornada hino oficial por meio do decreto de lei n.º 2658/65, em 24 de abril de 1965.
O hino é objeto de algumas proposições de legisladores municipais a fim de tornar sua execução obrigatória em certos eventos e espaços, a exemplo do projeto de lei n.º 86 de 2010, do projeto de resolução nº 24/10 e do projeto de lei n.º 245 de 2015. Por enquanto, a execução é obrigatória somente em solenidades oficiais da Prefeitura, nos dias 29 de março e 2 de julho de modo particular, como determina a lei municipal n.º 5070 de 1995.